# Paul Lévy
Paul Lévy (francès: Paul Pierre Lévy)  (5è districte de París, 15 de setembre de 1886 - 16è districte de París, 15 de desembre de 1971) va ser un matemàtic francès.

## Vida i Obra
Fill i net de professors de matemàtiques, Lévy va estudiar al Lycée Saint-Louis de París fins al 1904, any en el qual va obtenir la segona plaça en el concurs d'accés a l'École Polytechnique i la primera a l'École Normale Supérieure, inclinant-se pel Polytechnique. Després de graduar-se, va estar un any al servei militar i va continuar els estudis a l'École nationale supérieure des mines de Paris en la qual va acabar el 1910 i l'any següent va obtenir el doctorat a la universitat de París.
L'any 1913 va ser nomenat professor de l'Escola Superior de Mines, càrrec que va compaginar amb el de professor de l'École Polytechnique a partir de 1920. El temps de l'ocupació alemanya durant la Segona Guerra Mundial, va ser molt difícil per a ell, ja que era jueu; va ser traslladat a Lió el 1941 i va ser acomiadat el 1942, havent-se d'amagar a prop de la frontera italiana.
Lévy va publicar deu llibres i més de dos-cents cinquanta articles científics. Els més significatius dels seus tractats son el d'anàlisi funcional (1922, basat en les notes del difunt René Gateaux) i el de càlcul de probabilitats (1925), tema al que va dedicar bona part de les seves recerques. En aquest camp se li deuen importants aportacions com la millora dela distribució de Gauss-Kuzmin, fórmules importants de la funció de distribució, el procés de Lévy (un tipus de procés estocàstic estacionari), l'estudi del moviment brownià i, en el camp de l'anàlisi, el teorema de Lévy-Wiener.